# C.Grundig
«C. Grundig» — оружейная компания, основанная в 1890 году в городе Дрезден, Германия. Основатель Грюндиг, Карл (Carl Gründig).

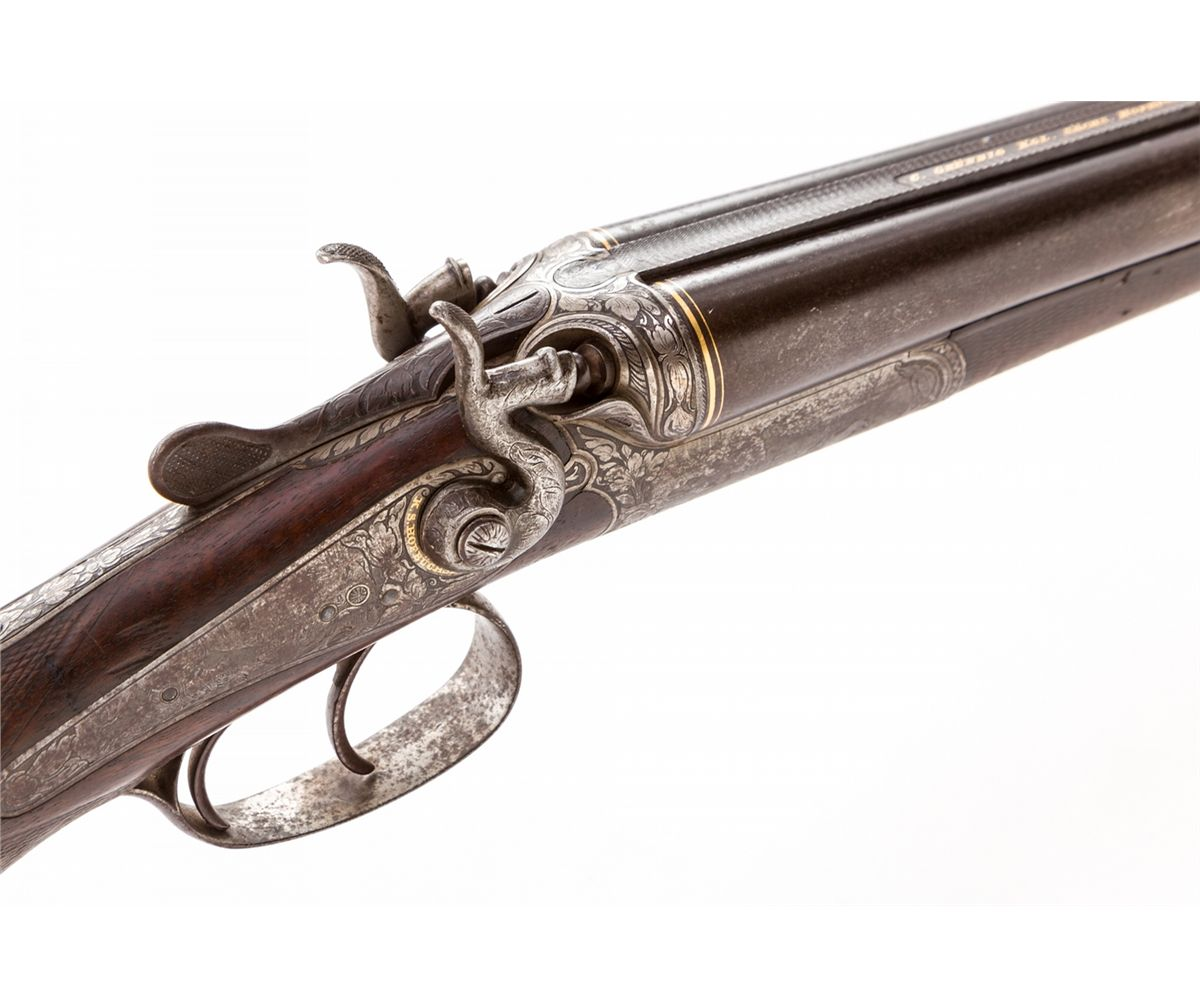
G.Grundig

## История
С 1890 по 1893 год завод выпускал охотничье оружие с покупкой некоторых комплектующих, сделанных в Бельгии, а также в Зуле (Германия), в связи с отсутствием соответствующего оборудования. Также, заказывались полностью готовые ружья и на них осуществлялась гравировка имени компании.
В 1893—1896 годах завод был полностью оснащен необходимыми станками и оборудованием для осуществления полного цикла выпуска огнестрельного оружия.

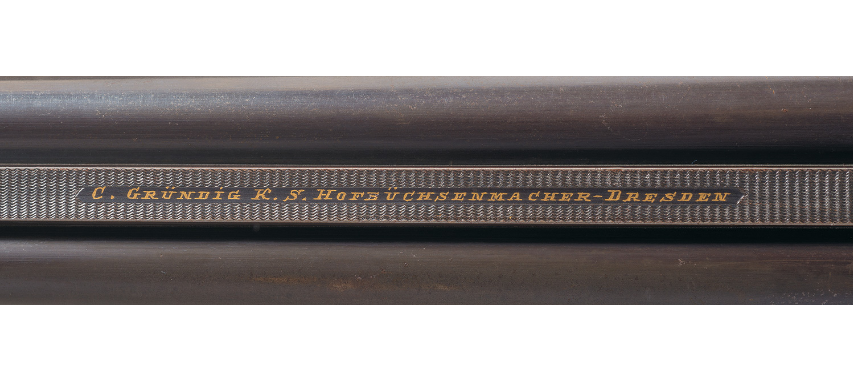
C.Grundig

С 1897 года компания становится официальным поставщиком охотничьих ружей ко двору Короля Саксонии. Карлу Грюндигу присваивается титул придворного оружейника (Königlich Sächsischer Hofbüchsenmacher) при королевском дворе Саксонии. После этого на всём его оружии и фирменном бланке значилось только название Hofbüchsenmacher (придворный оружейник).
С 1913 года, после смерти основателя компании Карла Грюндига, фабрикой управляли его сыновья — Макс и Хьюго Грюндиги. В 1914 году компания становиться официальным представителем заводов по выпуску оружия «Mauser» и «Sauer».
В 1916 году компания стала представителем оружейных мастеров Георга Тешнера (Georg Teschner) и Карла Вильгельма Теодора Коллата (Carl Wilhelm Theodor Collath) в Саксонии. Им принадлежала оружейная компания, которая была создана в 1838 году во Франкфурте-на-Одере («G. Teschner & Со Frankfurt a Oder»).
Свою деятельность компания «C.Grundig» прекратила в феврале 1945 года, после крупномасштабной бомбардировки Дрездена британской и американской авиацией. Фабрика и всё оборудование было уничтожено полностью.

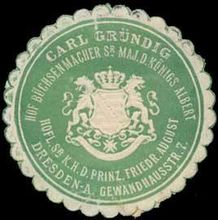
C.Grundig

## Продукция
1. Охотничьи винтовки и карабины с нарезным стволом.
- Винтовки и карабины Gründig.

2. Охотничьи ружья двухствольные.
- Двухствольные ружья Gründig.

3. Охотничьи ружья трёхствольные.
- Трёхствольные ружья Gründig.